# Брукингс (Орегон)
Брукингс (енгл. Brookings) град је у америчкој савезној држави Орегон.

## Демографија
По попису из 2010. године број становника је 6.336, што је 889 (16,3%) становника више него 2000. године.
| Група             | 2000.         | 2010.         |
| Белци             | 4.807 (88,3%) | 5.549 (87,6%) |
| Афроамериканци    | 11 (0,2%)     | 22 (0,3%)     |
| Азијати           | 70 (1,3%)     | 60 (0,9%)     |
| Хиспаноамериканци | 258 (4,7%)    | 419 (6,6%)    |
| Укупно            | 5.447         | 6.336         |